# Syzygium cinnamomeum
Syzygium cinnamomeum là một loài thực vật có hoa trong Họ Đào kim nương. Loài này được (Vidal) Merr. miêu tả khoa học đầu tiên năm 1951.